# Mittlere Ohreaue
Das Naturschutzgebiet (NSG) Mittlere Ohreaue liegt zwischen Zasenbeck und Benitz im Landkreis Gifhorn in Niedersachsen am Ufer der Ohre.

## Geographie

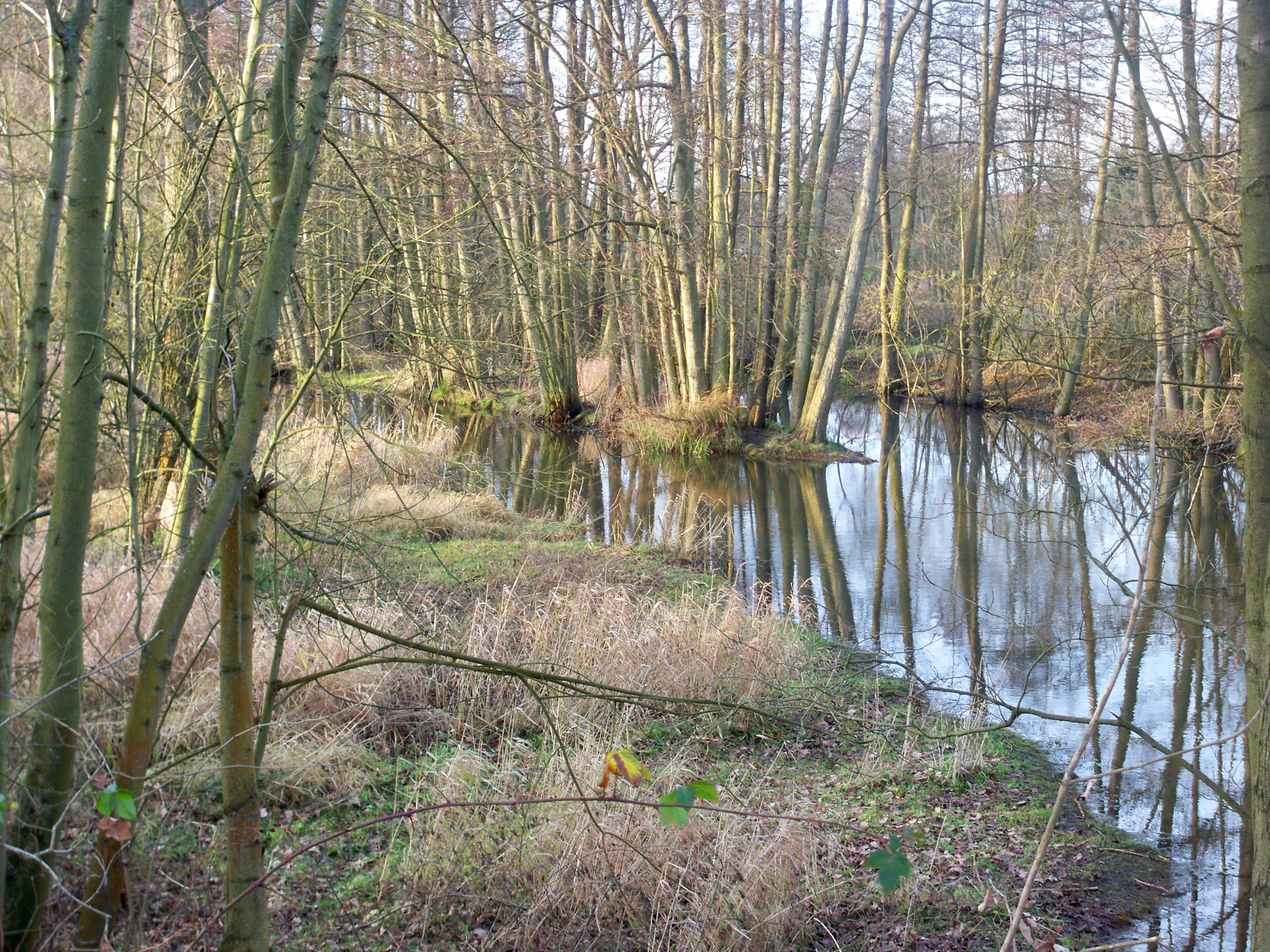
NSG Mittlere Ohreaue (links) bei Wendischbrome, rechts: NSG Ohreaue

Das Naturschutzgebiet gehört zum Naturraum Lüneburger Heide-Wendland und liegt an der Grenze zu Sachsen-Anhalt auf dem Gebiet der Stadt Wittingen und des Fleckens Brome. Es umfasst 84 Hektar und ist in Nordwest-Südost-Richtung etwa zwölf Kilometer lang. Es ist meist zwischen 50 und 100 Metern breit Meter breit und grenzt im Osten an Sachsen-Anhalt. Das Gebiet besteht aus dem teils naturnahen, teils begradigten Lauf der Ohre und umliegenden Feuchtbiotopen. Die Ohre bzw. der weitgehend verlandete Grenzgraben bilden die Ostgrenze des Naturschutzgebietes. 

## Geschichte
Das Gebiet wurde am 14. Dezember 2007 mit Wirkung vom 20. Dezember 2007 als Naturschutzgebiet BR 134 ausgewiesen. Träger ist seither der Landkreis Gifhorn.

## Ökologie, Flora und Fauna
Das NSG Mittlere Ohreaue gehört vollständig zum FFH-Gebiet 418 „Ohreaue“. Neben dem Flusslauf gibt es unter anderem Auenwälder, feuchtes bis nasses Grünland, darunter Röhrichte und Großseggenrieden, aber auch einige Ackerflächen. Das 2000 entstandene, sachsen-anhaltische NSG Ohreaue schließt sich entlang der gesamten Ostgrenze an und bildet mit dem NSG Mittlere Ohreaue faktisch eine Einheit als Teil des Grünen Bandes. Das NSG ist Teil des Netzes Natura 2000.  
Das Gebiet ist Lebens- und Nahrungsraum zahlreicher bedrohter Arten. Fischotter und Biber nutzen die Ohreaue bei ihren Wanderungen zwischen Ise, Drömling und Dumme. Zahlreiche Amphibien sowie wassergebundene Insekten- und Vogelarten kommen in dem Gebiet vor. Die Fischerei, Jagd, forst- und landwirtschaftliche Nutzung sind eingeschränkt gestattet.